# Santa Clara High School
La Santa Clara High School (SCHS) est une école de la ville de Santa Clara en Californie.
Santa Clara High School a été créée en 1872 et initialement situé dans la ville. Il a été déplacé à son emplacement actuel en 1981 comme une école secondaire pour les grades 10 à 12 (14 à 16-17 ans). À l'automne de 1987, la 9e grade a été ajouté et l'école est actuellement traditionnelle 9-12. L'école accueille des élèves de Santa Clara et San José. Le campus est situé sur 31,7 hectares. 
L'école est en cours de rénovation avec des fonds obligataires. Un nouveau terrain de football, nouvelle piste, de nouveaux terrains de tennis et d'autres domaines ont été ajoutés, ainsi que d'un bâtiment des sciences. Une nouvelle Arts de la scène bâtiment est utilisé fréquemment pour les productions de l'école. Le nouveau bâtiment de l'administration et la bibliothèque rénovée sont légers, aérés dans les lieux de travail. Les principaux bâtiments sont les prochaines zones à rénover.